# Daniel Antonsson
Daniel Antonsson es un bajista y guitarrista sueco nacido el 16 de diciembre de 1974. Se desempeñó como bajista de Dark Tranquillity desde el año 2008 hasta el 2013. Él es también el guitarrista de Dimension Zero y Pathos. Fue miembro de Soilwork desde el año 2006 hasta el 2008, cuando decidió abandonar la agrupación, con quienes grabó solamente un álbum, Sworn to a Great Divide, en el 2007.

## Discografía
Con Dimension Zero
- Silent Night Fever (2002), Regain
- This Is Hell (2003) Regain Records
- He Who Shall Not Bleed (2007), VIC Records/Regain Records

Con Dark Tranquillity
- Projector (1999/2009)
- Where Death Is Most Alive (2009)
- The Dying Fragments (2009)
- We are the Void (2010), Century Media Records
- Zero Distance EP (2012)

Con Soilwork
- Sworn to a Great Divide (2007), Nuclear Blast Records

Con Pathos
- Hoverface (1997), Liphone Records
- Uni Versus Universe (1998), Liphone Records
- Katharsis (2002), Massacre Records